# Strangalia suavis
Strangalia suavis là một loài bọ cánh cứng trong họ Cerambycidae.